# Вилла Татти
Вилла Татти (итал. Villa I Tatti) — итальянская вилла, расположенная в окрестностях Флоренции, между Фьезоле и Сеттиньяно, ранее принадлежавшая выдающемуся историку искусства и мастеру «знаточеских» атрибуций живописных картин Бернарду Беренсону. На старотосканском диалекте «Татти» означает «игровая площадка». Ныне на вилле располагается «Гарвардский центр изучения итальянского Возрождения» (The Harvard Center for Italian Renaissance Studies), принадлежащий Гарвардскому университету (Кембридж, штат Массачусетс, США).

## История
Вначале на этом месте находился крестьянский дом начала XVI века, принадлежавший семье Дзати, затем он был продан в 1563 году Джулио д’Алессандро дель Качча. Позднее принадлежал вдове Никколо ди Франческо дельи Алессандри, двоюродной бабушке Томмазо де Барди (в 1603 году) и оставался во владении потомков её сыновей до 1854 года, когда граф Гаэтанто Алессандри продал его английскому эмигранту Джону Темпл Лидеру, 3-го барону Уэстбери.
В 1900 году Бернард Беренсон женился на Мэри Уитолл Пирсолл Смит, которая ранее была замужем за британским политиком Фрэнком Костелло. Разбогатев на удачных атрибуциях, Беренсон впервые приехал на виллу в 1900 году с будущей женой накануне свадьбы, сначала арендовав виллу у Джона Темпл Лидера, а затем в 1907 году выкупив её у наследников. На вилле он жил и работал в последние годы. Между 1907 и 1915 годами старый фермерский дом перестраивал в «ренессансном стиле» английский архитектор Джеффри Скотт; английский ландшафтный архитектор Сесил Пинсент создал «итальянский сад». Работы были завершены в 1915 году.
Мэри и Бернард Беренсон рассматривали Виллу Татти как «мирской монастырь» для неторопливого изучения средиземноморской культуры через конкретные произведения искусства. Бернард был против академической системы присуждения учёных степеней и званий, и вместо этого ценил медленное созревание идей в спокойном созерцании искусства как такового.
В 1936 году Бернард Беренсон оставил виллу вместе с выдающейся коллекцией произведений искусства XIV, XV и XVI веков, библиотекой и фототекой в наследство Гарвардскому университету, чтобы студенты разных стран имели возможность изучать классическое искусство Италии. Учёный скончался на вилле в 1959 году в возрасте девяноста четырех лет.
«Гарвардский центр исследований итальянского Возрождения», как он был официально назван, открыл свои двери для шести первых студентов-стипендиатов в 1961 году. С тех пор он принял более 700 стипендиатов и учёных из многих стран Европы, США, Канады, Японии и Австралии. Гарвардский университет рассматривает Виллу Татти как международный институт для продвижения исследований искусства итальянского Возрождения на уровне постдокторантуры.
Оставаясь верным основным заветам и «знаточескому» методу работы Беренсона, Гарвард изменил предполагаемую вначале структуру, допустив помимо классической истории изобразительного искусства и другие области изучения. История и литература присутствовали с самого начала существования Центра как исследовательского института Гарварда, а музыка последовала за созданием библиотеки по истории музыки, финансируемой дарами Элизабет и Гордона Моррил. Настойчивость учёных Гарварда в отношении совмещения различных видов и жанров искусства придаёт институту виллы особый характер. Хотя термин «междисциплинарный» не был широко распространён в 1961 году, Центр с самого начала фактически был междисциплинарным учреждением.

## Научное и художественное собрание виллы
На вилле, расположенной посреди оливковых рощ, виноградников и садов, находится собранная Беренсоном богатая коллекция картин итальянских примитивов (художников проторенессанса). В дополнение к наиболее известной коллекции предметов искусства итальянского Возрождения Беренсон также собрал выдающуюся коллекцию произведений искусства Востока: арабских и персидских миниатюр, предметов китайского и исламского искусства.
На вилле имеется исследовательская библиотека из 140 000 томов, в том числе 106 000 книг, 7000 оттисков, 14 000 аукционных каталогов и 23 000 периодических изданий. Фототека включает 250 000 фотографий. Наиболее ценными из произведений живописи собрания Беренсона являются:
- Сассетта. Экстаз Святого Франциска. Часть алтаря из Борго Сан-Сеполькро
- Джотто. Францисканский монах. 1290
- Джотто. Положение во гроб. Между 1320 и 1325
- Джентиле да Фабриано. Святой Иаков Старший и Святой Петр. Из полиптиха Сандеи. Ок. 1410—1412
- Джентиле да Фабриано. Мадонна с Младенцем. Между 1423 и 1425
- Лука Синьорелли. Портрет Вителлоццо Вителли. Между 1492 и 1496
- Доменико Венециано. Мадонна с Младенцем (Мадонна Беренсона). Ок. 1450
- Лоренцо Лотто. Распятый Христос с символами Страстей. Ок. 1540

## Галерея произведений искусства из коллекции Беренсона

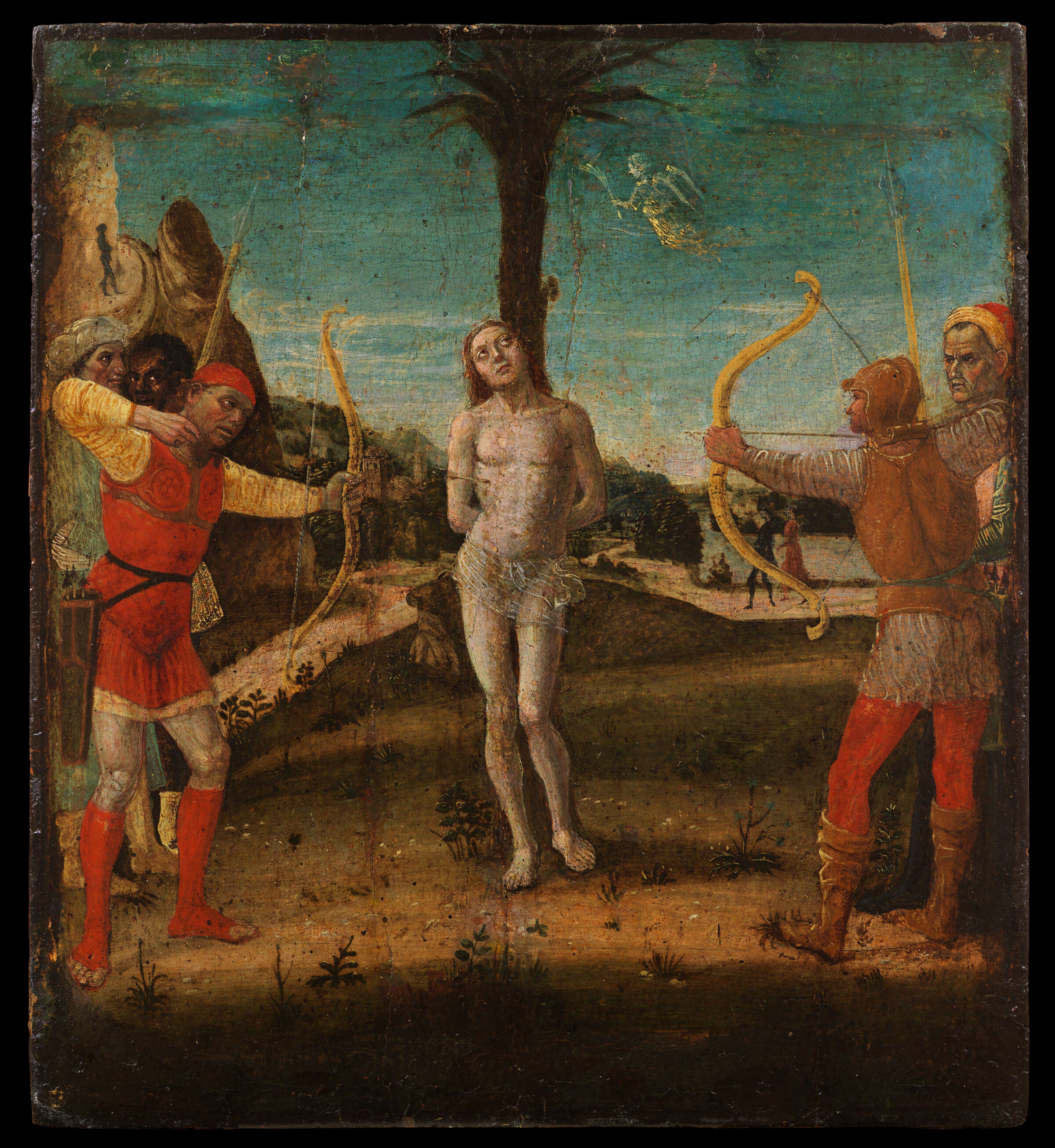
Винченцо Фоппа. Мученичество Святого Себастьяна. Ок. 1490
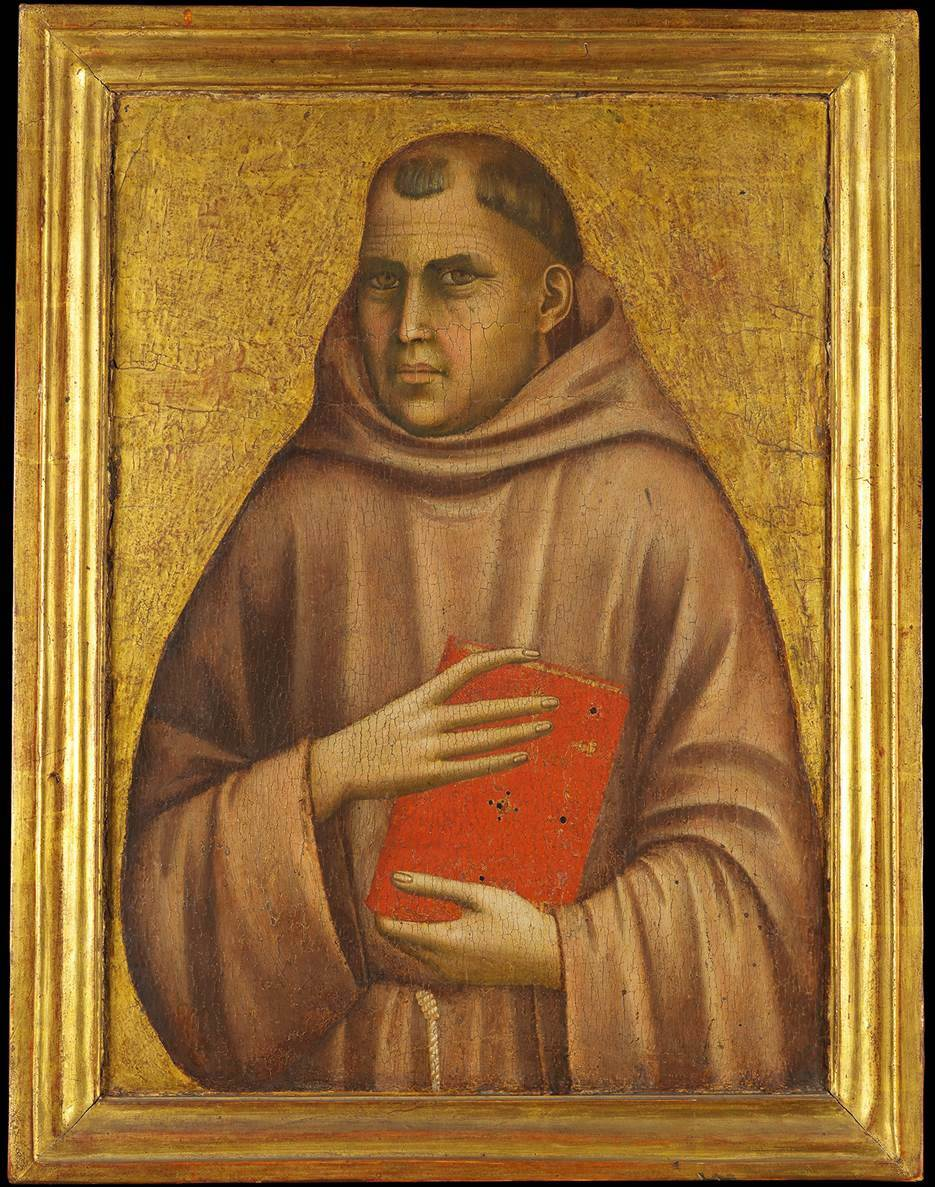
Джотто. Францисканский монах. 1290. Дерево, темпера, золочение
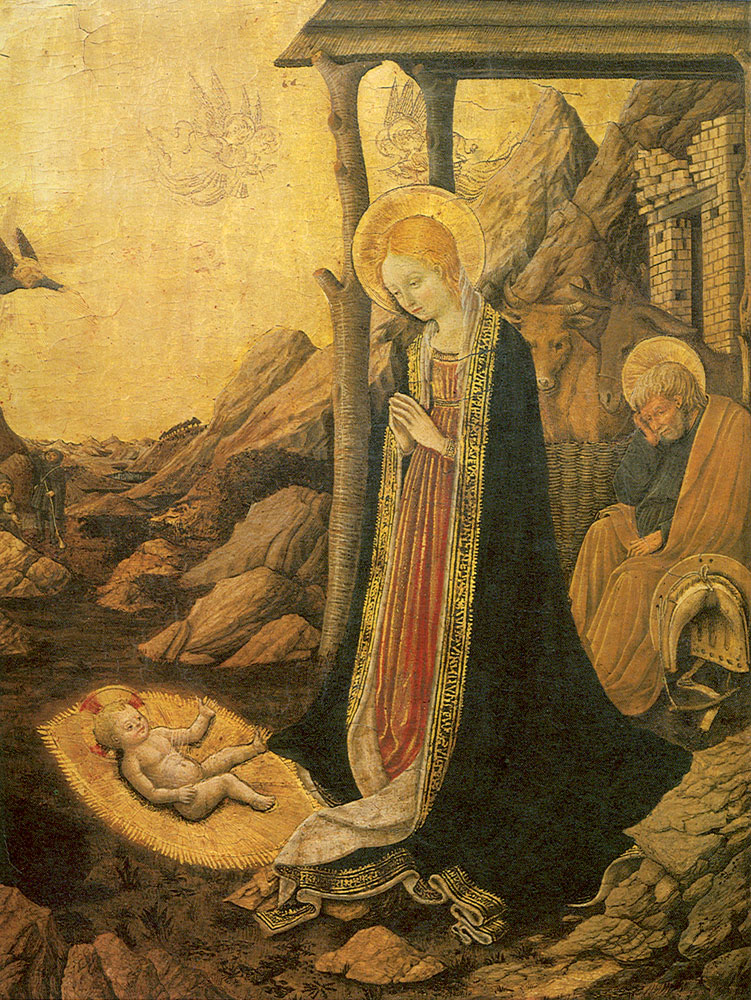
Бенедетто Бонфильи. Поклонение Младенцу. Дерево, масло
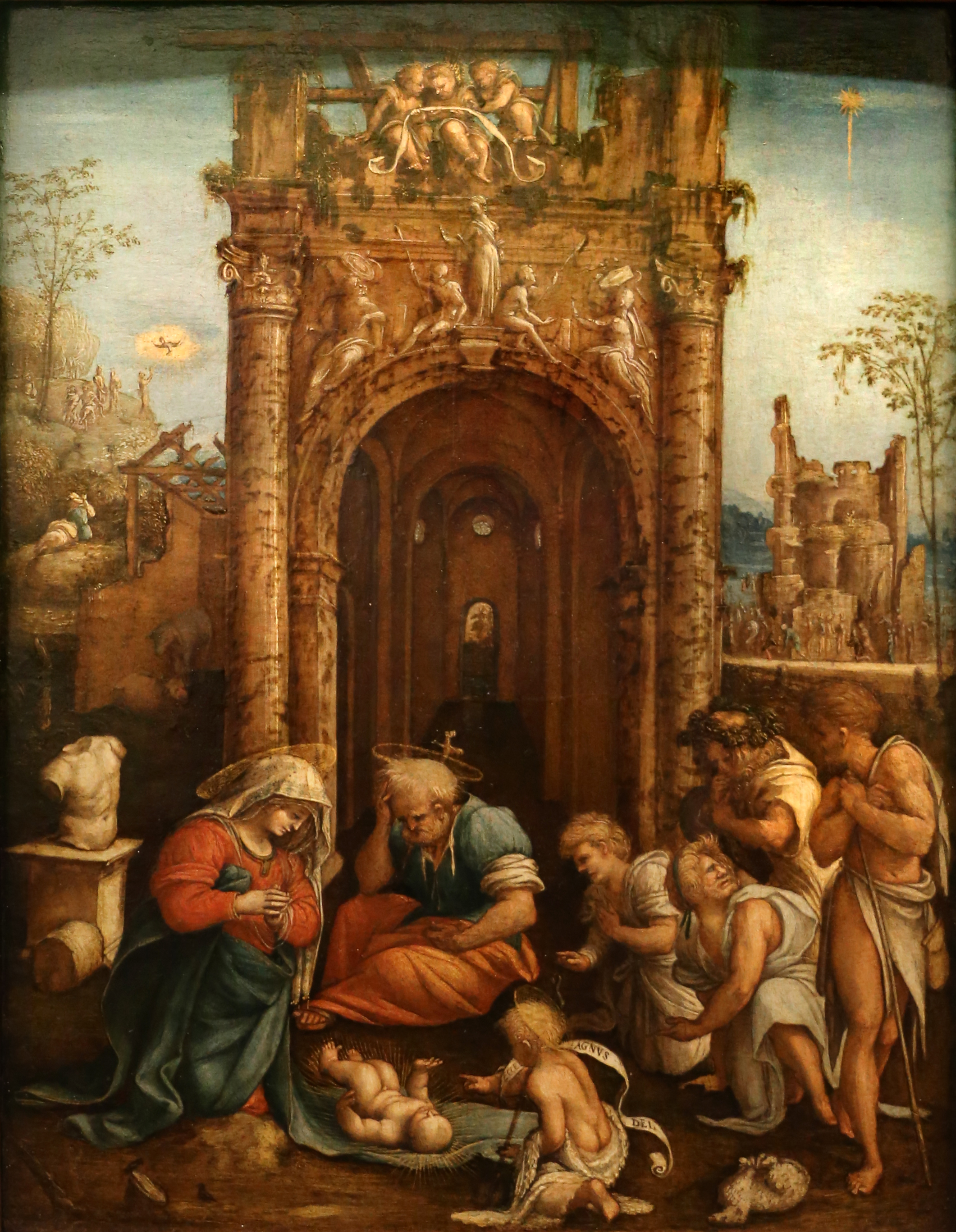
Амико Аспертини. Поклонение пастухов. Ок. 1530. Дерево, масло. Уффици, Флоренция
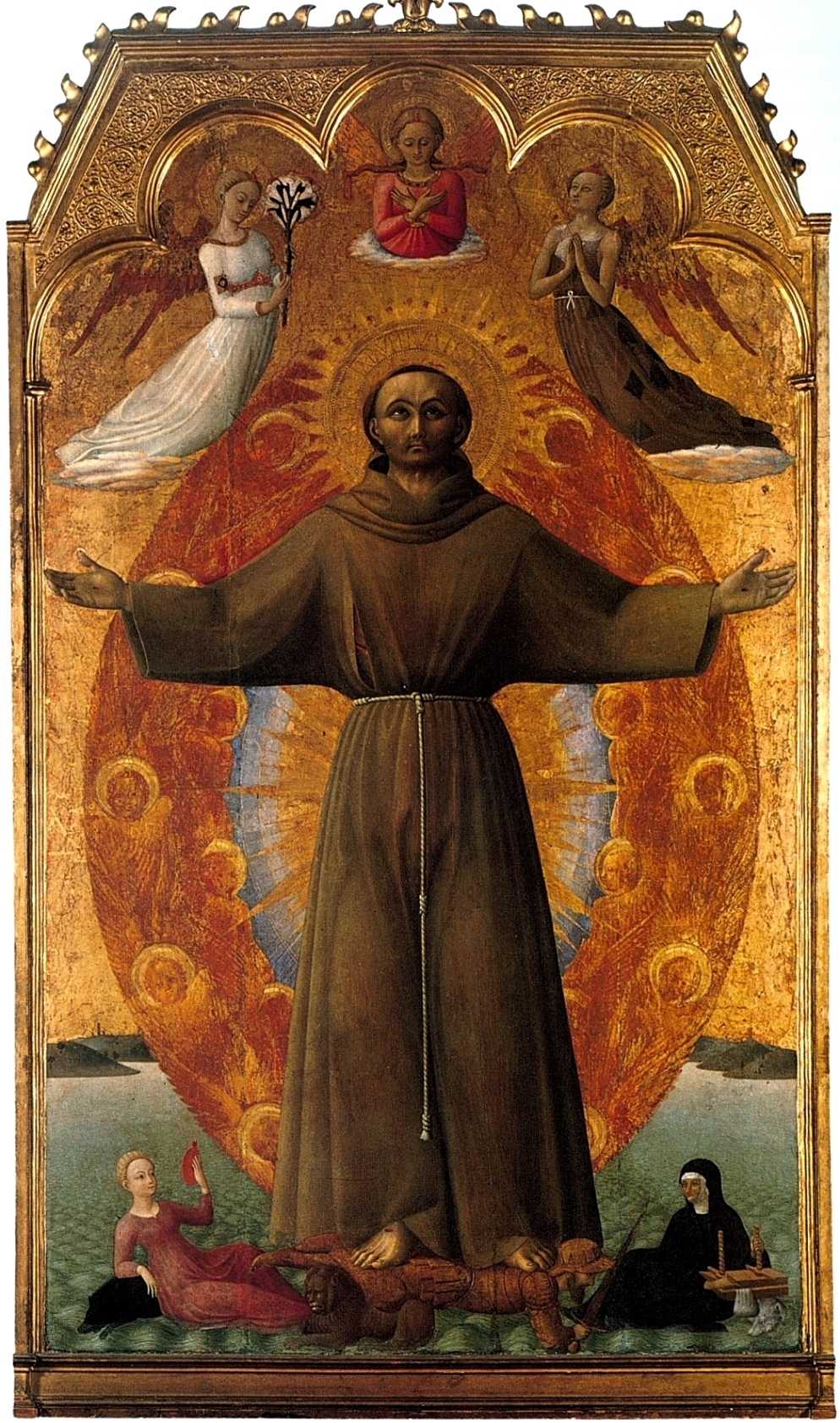
Сассетта. Алтарь Святого Франциска. Центральная панель: Экстаз Святого Франциска. 1437-1444
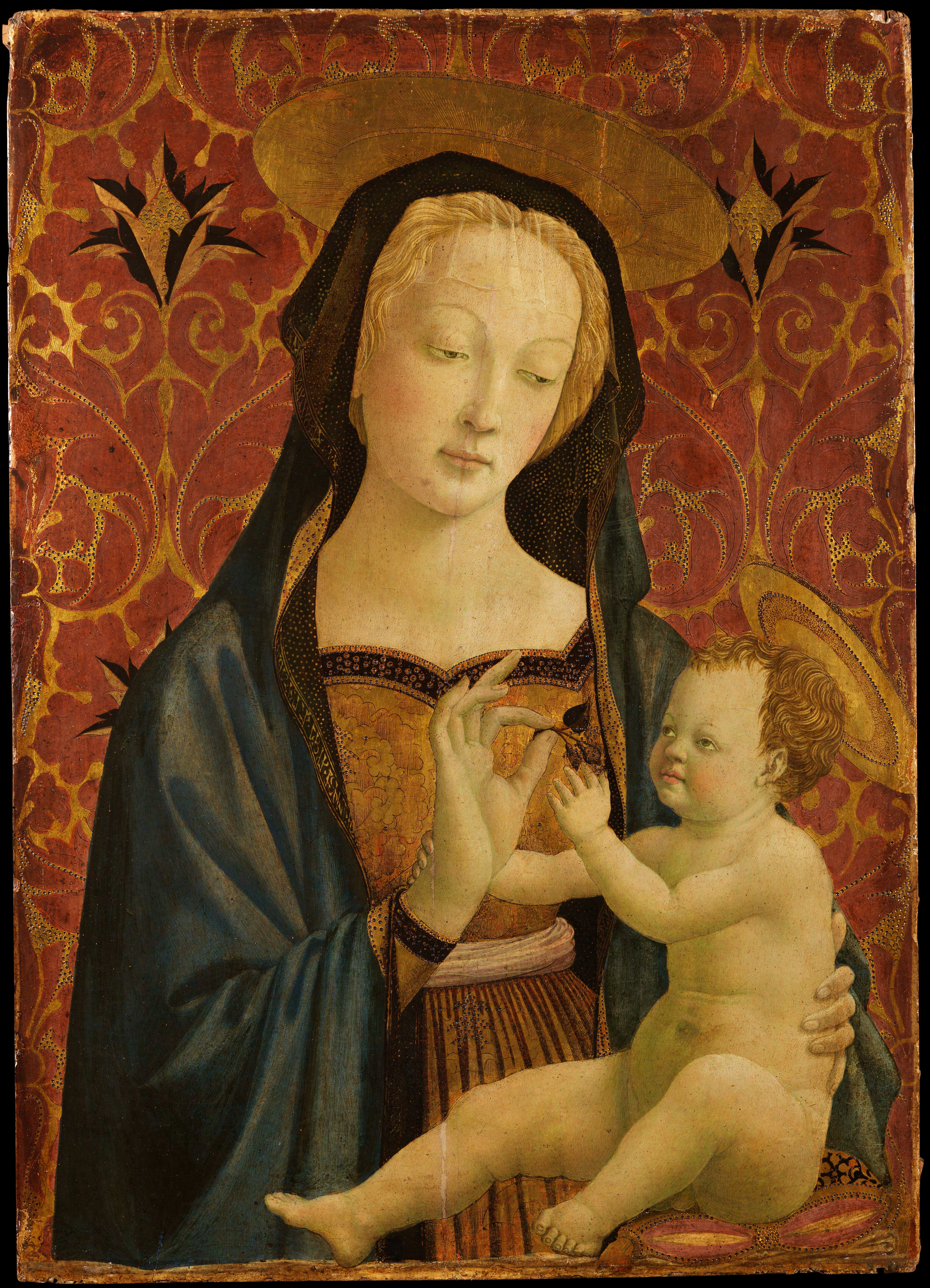
Доменико, Венециано. Мадонна с Младенцем (Мадонна Беренсона). Ок. 1450. Дерево, темпера
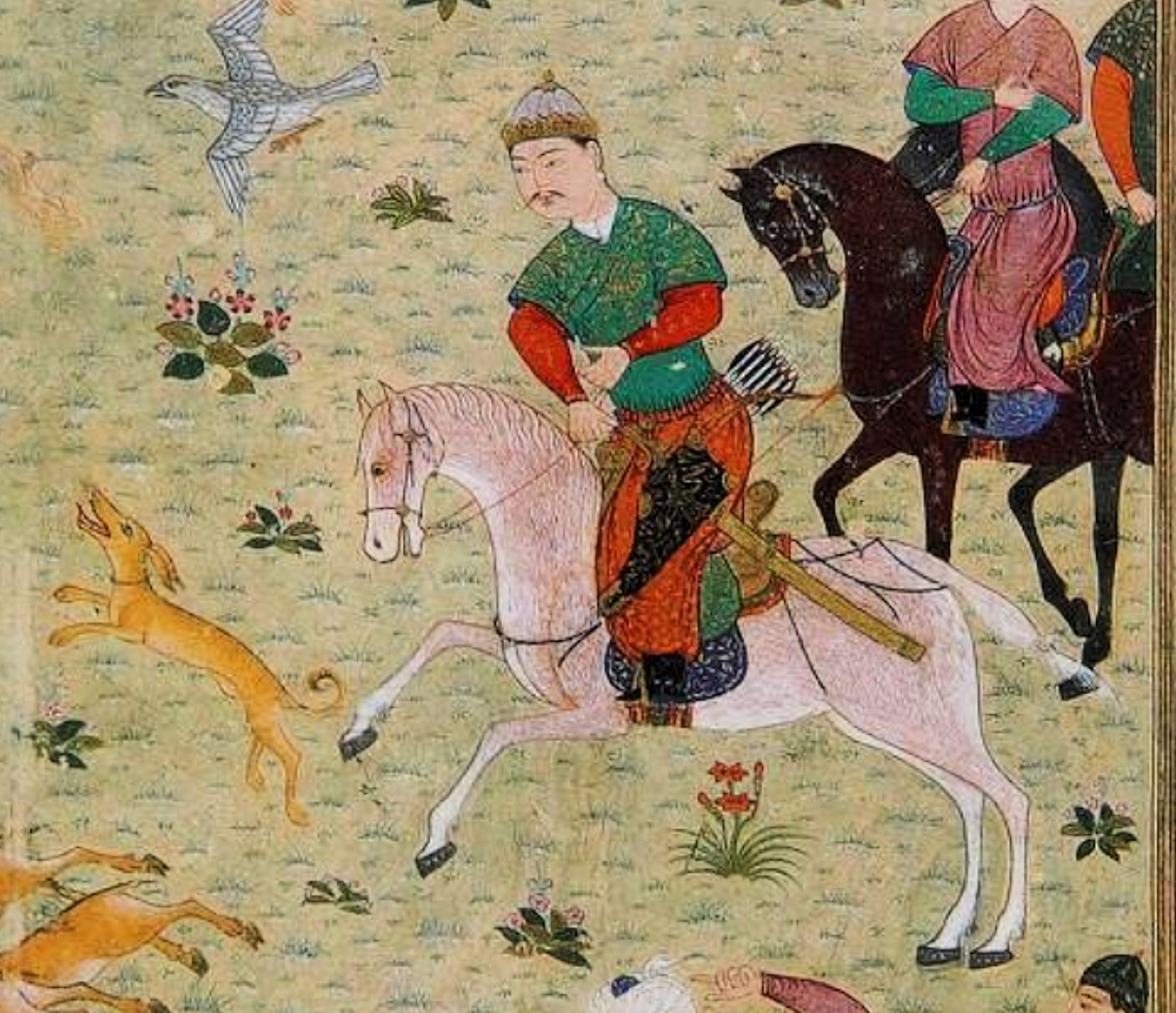
Байсунгур наблюдает за охотой. Миниатюра. Герат, 1427
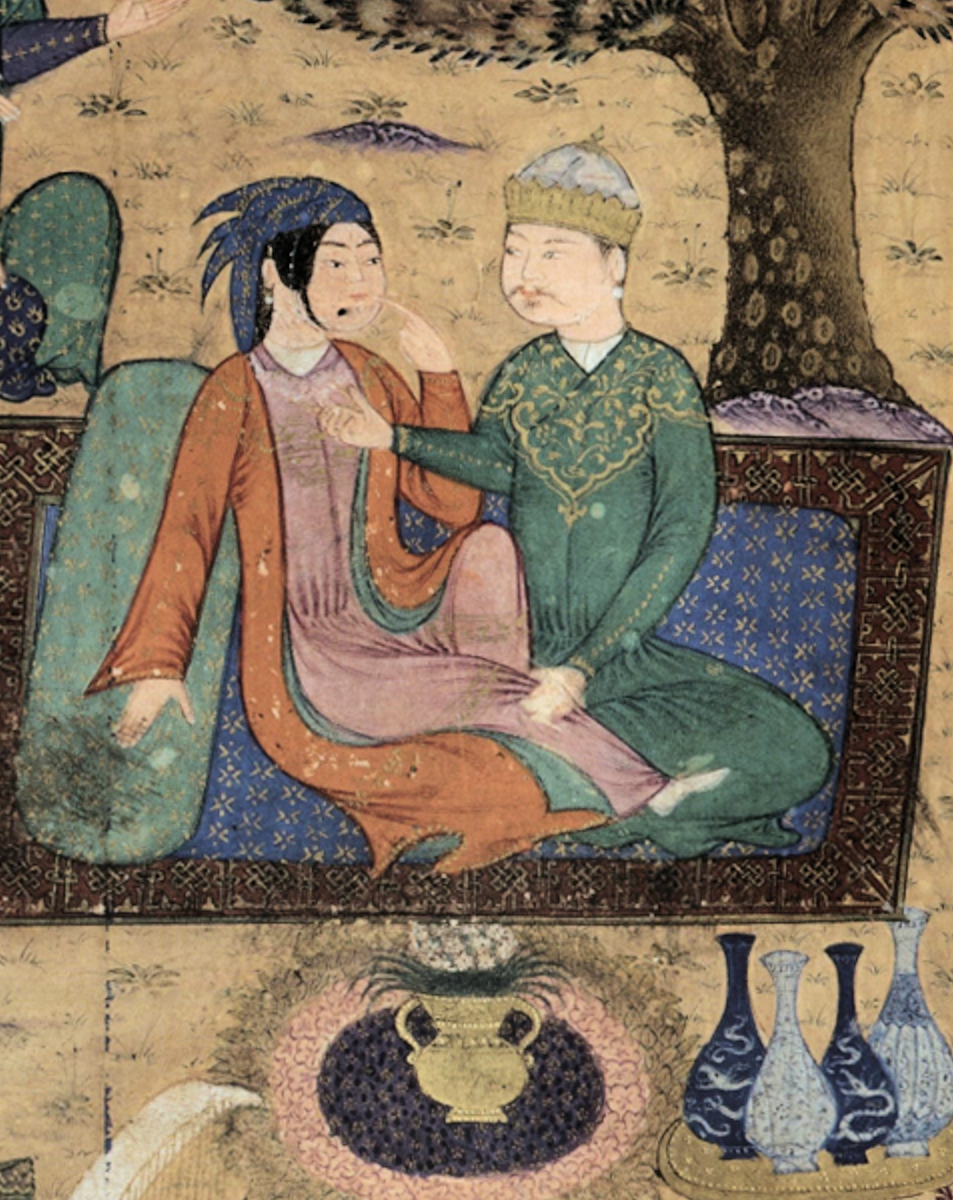
Байсунгур развлекается с придворными дамами. 1426. Академия Байсунгура